# Engelbert Zaschka

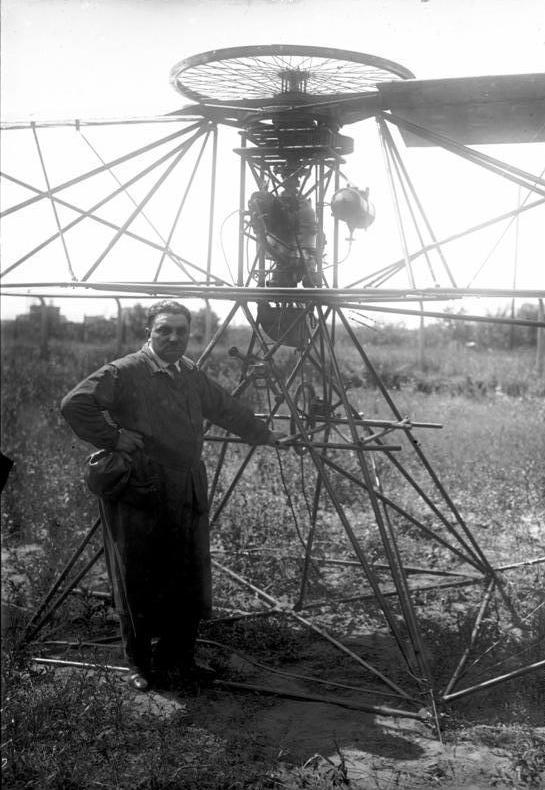
Engelbert Zaschka, 1927

Engelbert Zaschka (Freiburg im Breisgau, 1 september 1895 – Freiburg im Breisgau, 26 juni 1955) was een Duits hoofdingenieur en een van de eerste Duitse helikopterpioniers.
Naast helikopters ontwierp Zaschka een driewielige auto in 1929 en in 1934 een luchtfiets.